# Sergio Rivero
Sergio Rivero Hernández (Las Palmas de Gran Canaria, 1 de abril de 1986) es un cantante y compositor español, conocido por ser el ganador de la cuarta edición del concurso televisivo Operación Triunfo.

## Trayectoria profesional

### Juventud e inicios
Sergio Rivero fue el ganador de la cuarta edición de Operación Triunfo, tras dejar su trabajo como cajero de un hipermercado (Carrefour) en Gran Canaria, para ingresar en la academia. Es gran amante de las baladas, del soul y del rhythm & blues. Su artista más admirada es Alicia Keys. Jamás participó antes en algún grupo de música. Sus primeros estudios los realizó en el Oakley College, hasta los 6 años, y después pasó al Canterbury School, donde concluyó el bachillerato. Por esta razón, sus profesores de la academia, como por ejemplo Ángel Llacer o Edith Salazar, han destacado, dentro de sus muchas cualidades, la pronunciación del inglés. 

### 2005:Quiero- su primer disco
El 29 de noviembre de 2005, el artista canario publica su primer álbum Quiero. Es un disco grabado en Roma y Madrid. Sus canciones forman parte de un gran abanico de estilos desde el primer sencillo; la canción Cómo cambia la vida, un bolero en el que enseña su lado más tierno y las cualidades de su voz. A su vez en el disco aparecen estilos latinos enriquecidos con instrumentos atípicos en el pop como el timple canario y el acordeón. Su segundo sencillo fue "Me envenena". Consiguió el Disco de platino y vendió más de 150.000 discos según su agencia de contratación RLM, La canción La llave de tu corazón fue compuesta por él y por Pablo Pinilla, productor del disco.

### 2006 -2007:Contigo
El 28 de noviembre de 2006 se publica su segundo disco Contigo, a través de Sony BMG. El sencillo de presentación es Contigo, origen del título del disco. Cinco meses más tarde, Sergio regresó a la escena musical con el segundo sencillo del disco, el tema "Bajo El Sol". Con esto, Sergio y Sony BMG finalizan definitivamente la promoción del disco Contigo, del cual fue Disco de oro por vender más de 40.000 copias en España.
En junio de 2007 Sergio Rivero ingresa en el "Musician Institute" de Los Ángeles (California) para perfeccionar sus conocimientos de piano e impulsar su incursión en la composición. Sergio Rivero, junto con Malú, participó en el musical Jesucristo Superstar con el tema Getsemaní.

### 2012:Seguiré
El 20 de septiembre de 2012 se pone a la venta en iTunes su EP con cinco temas llamado Seguiré, el cual rápidamente ascendió a los primeros puestos de iTunes España. 

### 2013-2016: Nuevas influencias, nuevo sonido
Se traslada a Madrid en 2015. Comienza a componer en inglés y probando cosas nuevas. Un cambio de imagen y de estilo musical que se ven reflejados en un nuevo proyecto, lo que acaba en el anuncio de la publicación de su nuevo disco Quantum para el invierno de 2017.
Logra la financiación de este disco a través de un proyecto de micromecenazgo. Así, con ayuda de sus fanes, logra la meta para financiar su cuarto disco. A lo largo de 2016 y 2017 va sacando, poco a poco y nuevos singles que rompen con el estilo musical anterior, adentrándose en un sonido más electrónico. El 12 de mayo de 2016 publica Get out, que muestra este cambio de estilo. Meses más tarde, el 14 de septiembre de 2017 Close your eyes y el 22 de febrero de 2018, semanas antes de la publicación de su nuevo álbum, publica Barely Speak
Ha colaborado, como compositor, en dos temas del disco Kairós de Rosa López.

### 2018:Quantum
Se anuncia la publicación de su cuarto disco para el 16 de marzo, un disco con sonido internacional, producido por Paco Salazar, que irá acompañado de una gira de conciertos por España.
Con este disco, Rivero consiguió cuatro galardones de los Premios Yudeo 2018 en la categoría a mejor producción musical por Close your eyes, en Tema SECSI y también como mejor solista nacional

## Discografía

### Álbumes de estudio
| Álbum   | Detalles |
| ------- | --- |
| Quiero  | - Fecha lanzamiento: 29 de noviembre de 2005 - Discográfica: Sony Music - Formato: CD, Digital - Top 100 álbumes de Promusicae: 5 - Top 50 álbumes 2005 de Promusicae: 40 - Certificación por Promusicae: Disco de Platino |
| Contigo | - Fecha de lanzamiento: 28 de noviembre de 2006 - Discográfica: Sony Music - Formato: CD, Digital - Top 100 álbumes de Promusicae: 20 - Certificación por Promusicae: Disco de Oro                                         |
| Quantum | - Fecha de lanzamiento: 16 de marzo de 2018 - Discográfica: Independiente - Formato: CD, Digital |

### Singles
- 2005 - Como cambia la vida
- 2006 - Me envenena
- 2006 - A escondidas
- 2006 - Contigo
- 2007 - Bajo el sol
- 2016 - Get out
- 2017 - Close your eyes
- 2018 - Barely Speak

## Vídeos musicales
| Año  | Canción             | Dirección                          |
| ---- | ------------------- | ---------------------------------- |
| 2005 | Como cambia la vida | Sony BMG Music Entertainment Spain |
| 2006 | Me envenena         | Sony BMG Music Entertainment Spain |
| 2006 | Contigo             | Sony BMG Music Entertainment Spain |
| 2016 | Get out             | -                                  |
| 2007 | Bajo el sol         | Sony BMG Music Entertainment Spain |
| 2018 | Barely Speak        | Studio Las Coloradas               |

## Premios y nominaciones
| Año  | Categoría                                   | Premio             | Resultado |
| ---- | ------------------------------------------- | ------------------ | --------- |
| 2018 | Mejor producción nacional "Close your eyes" | Premios Yudeo 2018 | Ganador   |
| 2018 | Mejor Grabación SECSI "Close your eyes"     | Premios Yudeo 2018 | Ganador   |
| 2018 | Mejor Solista nacional                      | Premios Yudeo 2018 | Ganador   |